# Omertà
Italijanska beseda omertà izhaja iz neapeljskega izraza za umiltà in je prvotno pomenila ponižnost v smislu podrejenosti poglavarju. Tudi kamora (camorra) se je prvotno imenovala »družba ponižnosti« (società dell'umiltà), kar je pomenilo, da so se morali njeni pristaši pokoriti notranjim zakonom. Eden od teh zakonov, ki je pozneje postal med najvažnejšimi tudi za mafijo (mafia), je dolžnost molčanja. To dolžnost so imeli vsi pripadniki »družbe ponižnih« in je bila med najbolj značilnimi izrazi podložništva, zato se je s časom dolžnost sama preimenovala enostavno v ponižnost – omertà.

## Zakaj molčanje
Omertà je torej beseda, s katero so v devetnajstem stoletju kamoristi označevali dolžnost molčanja, a nepisani zakon o molčanju ni njihov izum. Veljal je na Siciliji že stoletja pred mafijo. Kakor znano, je bila Sicilija vedno bogata dežela in morda prav zato odločno samostojna. Zaradi slabih prometnih zvez se je vsaka oblast omejila na nadzor obalnih krajev, medtem ko so v notranjosti nemoteno vladali krajevni gospodje. Sicilijanci pravzaprav niso nikoli sprejeli nobene državne nadoblasti: še danes so v okviru Italije dežela s posebnim statutom.  Od vselej so krajevni mogotci imeli pravico, da kaznujejo prekrške na svoji zemlji, a zanimivo in značilno za Sicilijo je prepričanje, da ne gre za pravico, temveč za dolžnost. Po nekakšnem fevdalnem zakoniku so bili Sicilijanski gospodje ne samo upravičeni, ampak strogo dolžni, da skrbijo za red na svojem ozemlju. Zato so zahtevali od podložnih, da ne izdajajo podrobnosti o prekrških višjim, državnim, oblastem, dokler se stvar ne razčisti in kaznuje po krajevnih navadah. To je bilo nekakšno viteško pojmovanje časti, kjer samo prizadeti lahko maščuje žalitev. V širšem pogledu je to bilo samo zoperstavljanje kolonizaciji. 

## Dolžnost molčanja danes
Poudariti je treba, da besede omertà Sicilijanci in nato mafijci sploh niso poznali, dokler je niso v preteklem stoletju začeli uporabljati kamoristi. Kamora pa ni izrodek fevdalne družbe kakor mafija, pač pa je enostavno kriminalna organizacija, ki načrtno mori in ropa. Nima niti v daljni zgodovini kakega sprejemljivega vzroka za nastanek razen pohlepa po tujem imetju in politični moči. 
Stari sicilijanski zakon o molčanju je v kamoristični izvedbi postal to, kar danes je: solidarnost z zlikovci, ki se pridobiva in utrjuje z ustrahovanjem posameznikov in podkupovanjem oblasti.

## Dolžnost molčanja drugače
Dolžnost molčanja, ki jo mi zaradi omejene kulture medijev pripisujemo samo mafiji, je razširjena po vsem svetu in na vseh nivojih. Predvsem izrazita je v vojaških in študentskih krogih: pomislimo na primer na prikrivanje vojnih zločinov ali na opravičevanje skrajnih oblik brucovanja na japonskih šolah. Zelo je razvita tudi v vseh tistih organizacijah, kjer že sama pripadnost klubu zahteva, da ostane njegova podoba neomadeževana.
Najvišje od teh organizacij so seveda države, ki brez težav priznajo, da obstajajo neizogibne »državne tajne«: gre seveda za izrazito dolžnost molčanja, ki jo vsi sprejmemo kot pozitivno komponento oblasti, ker ščiti ugled naše države. Če gremo na manjše in bolj osebne primere,  bi se nam prav tako zdelo pametno prikriti težkemu bolniku, da umira. Ali čisto vsakdanji primer: katera mati bi v šoli razglasila, da sin moči posteljo? Tudi ona čuti dolžnost molčanja.

## Posledice dolžnosti molčanja
Danes živimo v toliko organiziranem svetu, da je sodelovanje z oblastmi nujno potrebno, zato je starosicilijansko pojmovanje dolžnosti molčanja škodljivo. Vrhunska oblast je namreč močnejša od lokalne. Toda takega pojmovanja praktično ni več. Dejansko je danes omertà samo brezpogojna pomoč zločincem in kot tako jo moramo obsoditi in preganjati na vse načine, ker zavira in onemogoča kaznovanje nekaterih zločinov. 
Vendar je to le teorija, uporabna do določene stopnje oblasti. Prav zaradi tiste dolžnosti molčanja, ki smo jo vsi sprejeli, to je državne, so danes omogočeni zločini na višji ravni, ki jih posameznik niti ne opazi in ki jih državnik mora spregledati.